# Jeneva Stevens
Jeneva Stevens, z domu McCall (ur. 28 października 1989) – amerykańska lekkoatletka specjalizująca się w pchnięciu kulą, rzucie dyskiem i rzucie młotem.
W 2010 zdobyła dwa złote medale młodzieżowych mistrzostw NACAC w Miramar. Rok później bez awansu do finału startowała na mistrzostwach świata w Daegu. Mistrzyni konkursu rzutu młotem podczas uniwersjady w Kazaniu (2013). W tym samym roku zajęła 9. miejsce na światowym czempionacie w Moskwie. Srebrna medalistka konkursu pchnięcie kulą podczas mistrzostw NACAC (2015).
Medalistka mistrzostw Stanów Zjednoczonych. Stawała na najwyższym stopniu podium mistrzostw NCAA.
Rekordy życiowe: pchnięcie kulą (stadion) – 19,11 (22 czerwca 2016, Carbondale); pchnięcie kulą (hala) – 19,10 (8 grudnia 2012, Carbondale); rzut dyskiem – 59,45 (21 kwietnia 2012, Auburn); rzut młotem – 74,77 (21 sierpnia 2013, Dubnica nad Váhom); rzut ciężarem (hala) – 24,24 (8 grudnia 2012, Carbondale).

## Osiągnięcia
| Rok  | Impreza                       | Miejsce    | Konkurencja    | Pozycja           | Wynik |
| ---- | ----------------------------- | ---------- | -------------- | ----------------- | ----- |
| 2010 | Młodzieżowe mistrzostwa NACAC | Miramar    | rzut dyskiem   | 2. miejsce        | 56,16 |
| 2010 | Młodzieżowe mistrzostwa NACAC | Miramar    | rzut młotem    | 2. miejsce        | 64,17 |
| 2011 | Mistrzostwa świata            | Daegu      | rzut młotem    | el. – 14. miejsce | 68,26 |
| 2013 | Uniwersjada                   | Kazań      | pchnięcie kulą | 8. miejsce        | 17,04 |
| 2013 | Uniwersjada                   | Kazań      | rzut młotem    | 1. miejsce        | 73,75 |
| 2013 | Mistrzostwa świata            | Moskwa     | rzut młotem    | 9. miejsce        | 72,65 |
| 2015 | Igrzyska panamerykańskie      | Toronto    | pchnięcie kulą | 6. miejsce        | 17,63 |
| 2015 | Mistrzostwa NACAC             | San José   | pchnięcie kulą | 2. miejsce        | 17,61 |
| 2015 | Mistrzostwa świata            | Pekin      | pchnięcie kulą | 10. miejsce       | 17,84 |
| 2018 | Halowe mistrzostwa świata     | Birmingham | pchnięcie kulą | 8. miejsce        | 18,18 |